# Musculus depressor septi nasi
De musculus depressor septi nasi is een spier die onder de neus loopt. De oorsprong van deze spier is het jugum alveolare van de middelste snijtand met de aanhechting aan de cartilago alaris major en cartilago septi nasi. De spier beweegt de neusvleugels en daarmee de (rest van de) neus. Hij wordt geïnnerveerd door de nervus facialis.